# ラウタータール (オーバーフランケン)
ラウタータール (ドイツ語: Lautertal) は、ドイツ バイエルン州 オーバーフランケン行政管区 コーブルク郡の町村（以下、本項では便宜上「町」と記述する）であり、自然に密着した田舎の魅力に満ちた環境にある。

## 地理

### 自治体の構成

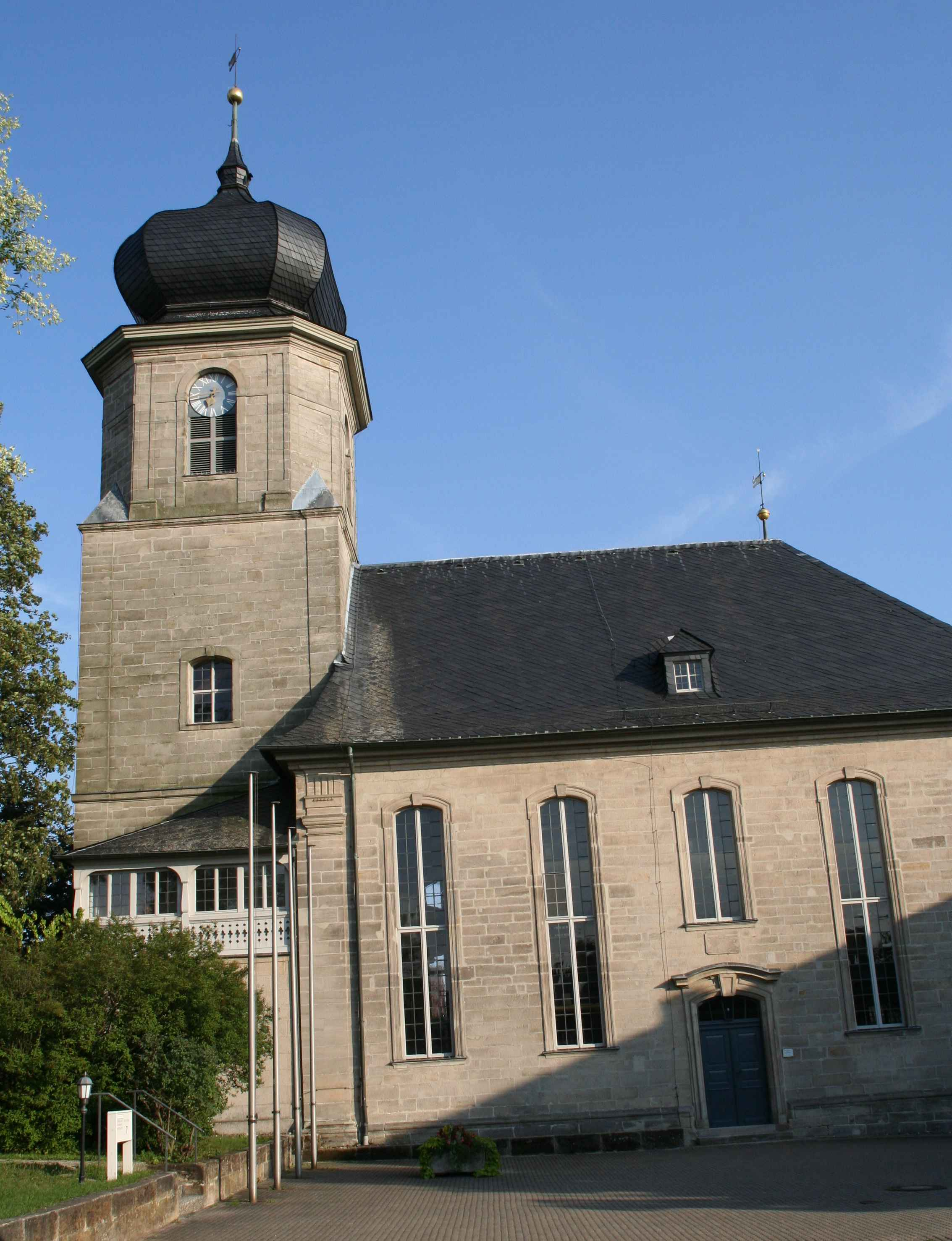
ウンターラウターの福音派教会

この町は、公式には6つの集落からなる。
- ノイキルヒェン
- オーバーラウター
- ロッテンバッハ
- ティーフェンラウター
- トレンマースドルフ
- ウンターラウター

#### ウンターラウター、オーバーラウター
ラウター、後のウンターラウターおよびオーバーラウターは、850年にLutarahaとして初めて言及されている。833年のvilla Hlutruはより古い起源に関する記述である可能性があるが、確かではない。この頃、伯爵家の裁判所や宮廷がおかれた。後に、ラウター川沿いの宮廷よりも下流側がウンターラウター、上流側がオーバーラウターと呼ばれることになった。16世紀までこの地には宮廷がおかれ、その上、都市権や市場権を手にしたが、コーブルクが創設され、上級の裁判権をこの地に奪われて敗れた。

#### ティーフェンラウター
ティーフェンラウターの集落は14世紀に創設された（文献上の最初の記録は1317年）。しかし、1400年頃から1580年までの間、その入植地は廃村となり、人が住まなくなってしまった。宮廷所有の城が築かれた可能性もある。

#### ノイキルヒェン
ノイキルヒェンの創設は、13世紀、1200年から1240年の間、にまで遡る。最初の文献上の記録は、1315年に言及している。名前の由来となった教会の上に、同じ宮廷所有の城が建造されていたと考えられている。この城の消失については定かでない。1970年代以降、福音派教会の青少年教育施設ができ、このノイキルヒェン青年の家はこの集落を代表する施設となっている。

#### トレマースドルフ
水車の村トレマースドルフは、1317年に創設された。13世紀あるいは14世紀には、この集落はノイキルヒェンと密接な関係にあったが、20世紀には、ロッテンバッハ＝トレマースドルフという自治体を形成しており、1978年にラウタータールに編入された。

#### ロッテンバッハ
ロッテンバッハは、ザクセン朝あるいはカロリング朝時代（900年から1100年頃）に開かれた入植地にその起源を持つ。この集落は、まず、旅の途中に祈りを捧げるのに必要な教会を有する街道町として栄えた。中世にはオエティングスハウゼン教区の下に置かれた。

### 紋章
図柄：銀色の波打つ逆向き斜め帯によって黒地（上部）と緑地（下部）に分割される。上部には黄金色の燃える心臓が描かれており、下部には銀色に広がる大地に銀色のモミの木と銀色の湧き出す泉が並んで描かれている。

## 引用
1. ↑  https://www.statistikdaten.bayern.de/genesis/online?operation=result&code=12411-003r&leerzeilen=false&language=de Genesis-Online-Datenbank des Bayerischen Landesamtes für Statistik Tabelle 12411-003r Fortschreibung des Bevölkerungsstandes: Gemeinden, Stichtag (Einwohnerzahlen auf Grundlage des Zensus 2011)
2. ↑  Bayerische Landesbibliothek Online